# (1086) Ната
(1086) Нато (лат. Nata) — астероид главного астероидного пояса, который принадлежит к тёмному спектральному классу C и входит в состав семейства Веритас. Он был открыт 25 августа 1927 года советскими астрономами Сергеем Белявским и Николаем Ивановым в Симеизской обсерватории и назван в честь Надежды Васильевны Бабушкиной (1915—1936), по прозвищу «Нато», советской девушки-парашютистки, погибшей в возрасте 21 года.

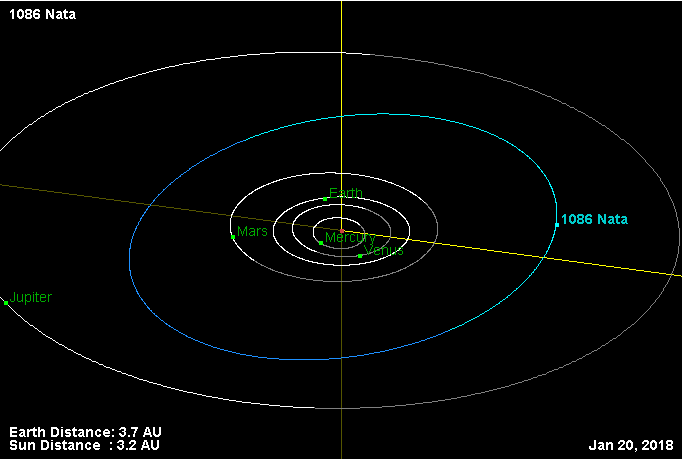
Орбита астероида Ната и его положение в Солнечной системе

Фотометрические наблюдения, проведённые в 2012—2015 годах астрономом Edwin E. Sheridan в обсерватории Crescent Butte, позволили получить кривые блеска этого тела, из которых следовало, что период вращения астероида вокруг своей оси равняется 18,074 часа, с изменением блеска по мере вращения 0,17m.
По данным, полученных с инфракрасных телескопов Спитцер, IRAS, Wide, а также японского спутника Akari, размеры астероида колеблются в пределах от 66,27 до 79,867 км, при этом его поверхность характеризуется очень низким альбедо от 0,04 до 0,0767.